# تانیتوون (مریلند)
تانیتوون (به انگلیسی: Taneytown) شهری در ایالت مریلند کشور ایالات متحده آمریکا است که جمعیت آن در سرشماری سال ۲۰۱۰ میلادی، ۶٬۷۲۸ نفر بوده‌است.